# Абрамченко, Виктория Валериевна
Викто́рия Вале́риевна Абра́мченко (род. 22 мая 1975, Черногорск, Хакасская АО, Красноярский край, РСФСР, СССР) — российский государственный и политический деятель, экономист. Заместитель председателя Государственной Думы Федерального собрания Российской Федерации с 11 сентября 2024 года. 
Заместитель председателя правительства Российской Федерации с 21 января 2020 по 7 мая 2024 года. 
Куратор в Сибирском федеральном округе с 19 июля 2021 года. Действительный государственный советник Российской Федерации 3-го класса. 
Из-за вторжения России на Украину, находится под международными санкциями всех стран Евросоюза и некоторых других стран.

## Биография
Виктория Валериевна Абрамченко родилась 22 мая 1975 года в Черногорске Красноярского края.
В 1998 году окончила Институт землеустройства, кадастров и природообустройства в структуре Красноярского государственного аграрного университета. В 2004 году — Российскую академию государственной службы при Президенте Российской Федерации.
С 1998 года — работа в комитете по земельным ресурсам и землеустройству Роскомзёма.
С 2000 года — сотрудник ФГУ «Земельная кадастровая палата».
С 2001 года — на различных должностях, в том числе в должности заместителя начальника управления Росземкадастр и Роснедвижимость.
С 2005 года — различные должности в Минэкономразвития России, в том числе должность заместителя директора департамента недвижимости Минэкономразвития России.
С 2011 года — заместитель руководителя Росреестра.
С 2012 года — директор департамента земельной политики, имущественных отношений и госсобственности Министерства сельского хозяйства Российской Федерации.
С 2015 года — статс-секретарь — заместитель министра сельского хозяйства Российской Федерации.
С 11 октября 2016 по 21 января 2020 года — заместитель министра экономического развития Российской Федерации, руководитель Федеральной службы государственной регистрации, кадастра и картографии (Росреестр).
С 21 января 2020 года по 7 мая 2024 года — заместитель председателя правительства Российской Федерации.
В состав обновленного правительства 2024 года Абрамченко не вошла. С 11 сентября 2024 — заместитель председателя ГД (избрана по избирательному округу № 152 (Южный — Ростовская область)).
Действительный государственный советник Российской Федерации 3 класса (2014). 

## Доходы
Сумма декларированного дохода за 2020 год составила 18 718 910,85 руб., супруга — 3 587 691,40 руб.

## Личная жизнь
Виктория Абрамченко состоит в официальном браке, есть сын. Супруг — Игорь Погорелов, 1962 года рождения, работает в ГБУ «Мосгоргеотрест», организации, в числе прочего занимающейся программой реновации мэрии г. Москвы, в должности советника по общим вопросам. Семье была выделена элитная квартира на льготных условиях в т. н. «гнезде чиновников» на о. Балчуг в центре Москвы.

## Международные санкции
16 декабря 2022 года, на фоне вторжения России на Украину, внесена в санкционный список стран Евросоюза за поддержку и реализации политики, подрывающую территориальную целостность, суверенитет и независимость Украины. В частности, Абрамченко курировала попытки переправить зерно из Украины без согласия Украины и отвечали за организацию мероприятий с участием представителей незаконно аннексированного Крыма.
23 февраля 2023 года включена в санкционный список Канады «близких соратников режима».
19 мая 2023 года включена в блокирующий санкционный список США против чиновников, «элит и их пособников» за поддержку «военных усилий России».
Также включена в санкционный список Украины за причастность к краже украинского зерна Россией и «помощь в противостоянии санкциям, введённым против России».
По аналогичным основаниям находится в санкционных списках Швейцарии, Австралии, Новой Зеландии.

## Награды и звания
- Орден Почёта (2024)
- Медаль ордена «За заслуги перед Отечеством» II степени (2017)[17]
- Почётная грамота Правительства Российской Федерации
- Почётная грамота Минэкономразвития России
- Благодарность Министра экономического развития и торговли Российской Федерации.